# Eriksberg, Uddevalla kommun
Eriksberg är en småort i Bokenäs socken i Uddevalla kommun i Västra Götalands län.